# Beriev Be-2500
Il Beriev Be-2500 Neptun (in russo Бериев Бе-2500 Нептун?) è un aereo da trasporto super pesante anfibio attualmente in progettazione e sviluppo presso le industrie Beriev in Russia. Il massimo peso che potrà portare è stimato in 2 500 tonnellate, da cui il suo nome.
È stato pensato per servire sia da jet ad elevate altitudini si come ekranoplano. Si progetta che voli attraverso rotte transcontinentali, decollando da normali porti marittimi senza aver bisogno di speciali infrastrutture.
Se entrasse in servizio, diventerebbe il nuovo aeroplano più grande del mondo, sorpassando anche un altro aereo progettato nel territorio del ex-Unione sovietica, l'Antonov An-225.